# Hyadum I
Hyadum I es el nombre de la estrella γ Tauri (γ Tau / 54 Tauri / HD 27371) en la constelación de Tauro. Su nombre alude al cúmulo de las Híades, del que forma parte, y en latín significa «Primera Híade». También recibe el nombre Ambrosia o Ambrosie (Αμβροσιη en griego), una de las hermanas Híades. Su magnitud aparente es +3,65.
Hyadum I es una gigante naranja de tipo espectral K0III con una temperatura efectiva de 4970 K. Brilla con una luminosidad equivalente a 79 soles y su radio es 12 veces más grande que el radio solar. Es una de las cuatro gigantes naranjas de las Híades, junto a Ain (ε Tauri), Hyadum II (δ1 Tauri) y θ1 Tauri. Su velocidad de rotación es tan lenta que es difícil medirla con exactitud —la cifra varía según autores—, aunque su período de rotación puede aproximarse a los 150 días. No obstante, la estrella presenta una capa exterior magnéticamente activa (posiblemente una corona), lo cual es sorprendente, ya que la existencia de un campo magnético en una estrella fría requiere una velocidad de rotación mucho mayor.
Como otras gigantes de las Híades, Hyadum I presenta una metalicidad —medida como el contenido de hierro en relación con el de hidrógeno— superior al Sol en un 25%. Se encuentra a 154 años luz del sistema solar.